# Pugled, Semič
Púgled je naselje v Sloveniji.